# 官制
官制於東亞之定義，即是將帝王之下，人民之上的統治者分階級，分高低的予以歸類。簡言之，也就是東亞古代公務員的頭銜、功能、職稱或組織名稱。
一般來說，中國傳說時代即有官制之稱，西元前兩千年之前的夏朝官師是史載最早的官制名稱。不過，就考古學可證實來看，最早的中國官制應該出自公元前一千年左右之商朝，而冢宰是可證實的，中國最古老官制之一。

## 延伸阅读
[在维基数据编辑]
 《欽定古今圖書集成·經濟彙編·銓衡典·官制部》，出自陈梦雷《古今圖書集成》

## 外部連結
历代官职的职守